# Hannibal

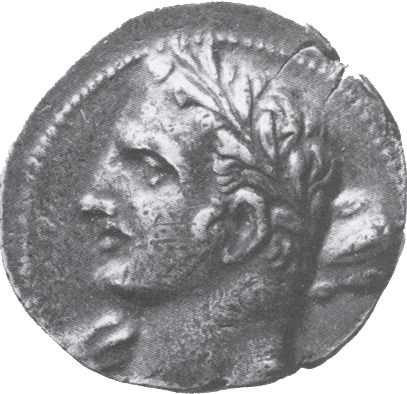
Karthagische Münze, möglicherweise mit dem Abbild Hannibals in Gestalt des punischen Gottes Melkart

Hannibal Barkas (in punischer Schrift: 𐤇𐤍𐤁𐤏𐤋 𐤁𐤓𐤒 ḥnbʿl brq; * um 247 v. Chr. in Karthago; † 183 v. Chr. in Bithynien) war ein karthagischer Stratege und Heerführer, der als einer der größten Feldherren der Antike gilt.
Geboren als Sohn des Hamilkar, der zur Zeit des Ersten Punischen Krieges als Feldherr gekämpft hatte, wuchs Hannibal in Karthago auf. Nach dem Tod seines Vaters wurde er zum Kommandanten der Reiterei unter seinem Schwager Hasdrubal. In Hispanien konnte er durch sein taktisches Geschick Schlachten für sich entscheiden.
Im Jahr 221 v. Chr. wurde er nach der Ermordung des Hasdrubal zum Oberbefehlshaber des Heeres ernannt und führte einen Feldzug gegen iberische Stämme. Als die Stadt Sagunt die Unterwerfung verweigerte, belagerte Hannibal 220 v. Chr. die Stadt, die jedoch ein Bündnis mit Rom geschlossen hatte. Obwohl Hannibal von den römischen Gesandten aufgefordert wurde, die Belagerung abzubrechen, eroberte er die Stadt. Dies löste einen Konflikt aus, der schließlich zum Zweiten Punischen Krieg führte. Während des Zweiten Punischen Krieges (218–201 v. Chr.) fügte er dem Römischen Reich mehrere schwere Niederlagen zu und brachte Rom 216 v. Chr. in der Schlacht von Cannae an den Rand des Untergangs, wurde aber schließlich von dem römischen Feldherrn Scipio Africanus in der Schlacht von Zama besiegt. Nach dem Friedensschluss zwischen Karthago und Rom führte Hannibal als Sufet in Karthago mehrere Reformen durch, die die Aristokratie schwächten. Dadurch machte sich Hannibal viele Feinde innerhalb Karthagos und musste fliehen. Er nahm sich 183 v. Chr. das Leben, um eine Gefangennahme durch die Römer zu vermeiden.

## Leben

### Herkunft und Familie

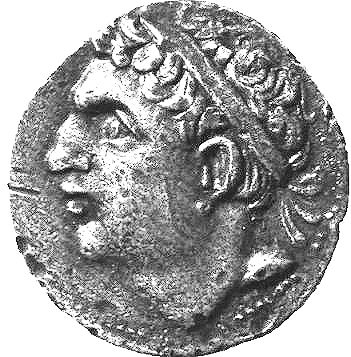
Bruder des Hannibal: Hasdrubal

Hannibal war der älteste Sohn des karthagischen Feldherrn Hamilkar Barkas, der sich im Ersten Punischen Krieg und im Söldnerkrieg ausgezeichnet hatte. Hannibals jüngere Brüder waren Hasdrubal und Mago, die ebenfalls als karthagische Feldherren dienten. Der erste Teil seines Namens, Hannibal, bedeutet wörtlich „Baal ist gnädig“; der zweite Teil („Blitz“) ist ein Beiname, den schon Hannibals Vater trug.
Die römische Geschichtsschreibung berichtet, dass der neunjährige Hannibal zusammen mit seinen Brüdern den Römern ewige Feindschaft schwören musste, doch handelt es sich möglicherweise um eine Legende. Hannibal wurde von dem Spartaner Sosylos erzogen, der später zu seinen Beratern gehörte.

### Jugend und hispanisches Kommando
237 v. Chr. begleitete Hannibal als neunjähriger seinen Vater auf die Iberische Halbinsel, welche reich an Bodenschätzen war. Dort eroberte Hamilkar Barkas große Gebiete, die zum einen die territorialen Verluste Karthagos im letzten Krieg gegen Rom ausgleichen und zum anderen die Machtgrundlage seiner Familie, der Barkiden, sichern sollten. Nach Hamilkars Tod in einer Schlacht gegen aufständische iberische Volksstämme übernahm Hannibals Schwager Hasdrubal das Kommando in Hispanien. Dieser vergrößerte die neue karthagische Provinz erheblich, gründete mit Carthago Nova eine regionale Hauptstadt und schloss mit Rom den heute so genannten Ebro-Vertrag, der einen Fluss namens „Iberus“ als Grenze zwischen beiden Mächten festlegte (es ist unklar, ob es sich um den Río Segura oder den Ebro handelt). Hannibal hatte sich mittlerweile wieder nach Karthago begeben, kehrte jedoch 224/223 v. Chr. auf Wunsch seines Schwagers auf die Iberische Halbinsel zurück. Als Hasdrubals Kommandant der Reiterei konnte sich Hannibal in mehreren schweren Kämpfen gegen iberische Stämme hervortun. Die aus der iberischen Stadt Castulo stammende Imilke wurde Hannibals Gattin. Nach Jakob Seibert war sie eine Ibererin. Ihr Name soll nach Lancel punischen Ursprungs sein.
Hannibal wurde 221 v. Chr. nach Hasdrubals Ermordung Oberbefehlshaber des Heeres. Sogleich führte er einen Feldzug gegen die noch unabhängigen iberischen Stämme. In einer Schlacht am Tajo gegen die Carpetani siegte Hannibal in offener Feldschlacht über einen zahlenmäßig weit überlegenen Gegner. Die Stadt Sagunt an der Mittelmeerküste verweigerte die Unterwerfung. Hannibal belagerte die Stadt ab 220 v. Chr., auch, um ihren Einfluss auf die iberischen Stämme einzugrenzen. Die Sagunter schlossen daraufhin ein Bündnis mit Rom. Römische Gesandte forderten Hannibal auf, die Belagerung der Stadt abzubrechen. Dieser lehnte jedoch ab, da Sagunt die mit Karthago verbündeten Turboleten angegriffen hatte und Hannibal ihnen nun zur Hilfe kam. Hannibal fragte in Karthago bezüglich eines weiteren Vorgehens an. Unklar ist es, welche der beiden Seiten vertragsbrüchig wurde.
Im Konflikt um Sagunt wiederholten sich die Ereignisse, die zum Ausbruch des Ersten Punischen Krieges geführt hatten, als Rom die Stadt Messina als Anlass für einen Krieg mit Karthago genutzt hatte. Hannibal ließ 219 v. Chr. nach achtmonatiger Belagerung Sagunt stürmen und die Bevölkerung töten. Die Römer hatten nichts zur Hilfe Sagunts unternommen, ließen dem karthagischen Rat nun aber ausrichten, dass dieser einem Krieg nur durch die Auslieferung Hannibals entgehen könnte. Die Ratsherren standen jedoch zu ihrem Kommandeur.

### Zweiter Punischer Krieg

Hannibals Feldzug gegen die Römer

Hannibal zeichnete sich durch ein für seine Zeit ungewöhnliches Bewusstsein über die Möglichkeiten und Grenzen von Zeit und Raum für militärische Manöver aus. Um einem römischen Angriff auf Spanien zuvorzukommen, überschritt er die Alpen mit wahrscheinlich mehr als 50.000 Soldaten, 9.000 Reitern und 37 Kriegselefanten über einen nicht mehr genau zu bestimmenden Pass (möglicherweise Col de Clapier, Col de Montgenèvre, Mont Cenis oder über den Col de la Traversette) und gelangte durch das Gebiet der Salasser nach Aosta und Ivrea. Das Heer erlitt in den Alpen schwere Verluste, konnte jedoch mit Kelten aus der Po-Ebene verstärkt werden.

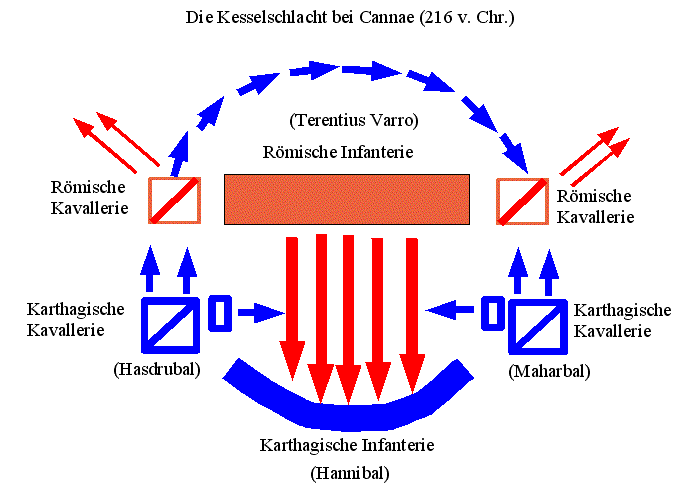
Die Kesselschlacht bei Cannae

Durch diesen überraschenden Zug gelangte Hannibal für die nächsten Jahre gegenüber den militärisch überlegenen Römern in die strategische Offensive, da er das römische Bundesgenossensystem als Basis der römischen Macht direkt bedrohte. In taktisch defensiven, aber selbstgewählten überlegenen Ausgangspositionen konnte er die taktischen Schwächen des römischen Militärsystems mehrfach mit enormem Erfolg ausnutzen und in den Schlachten am Ticinus, an der Trebia (beide 218 v. Chr.) und am Trasimenischen See (217 v. Chr.) die meist deutlich überlegenen römischen Legionen schlagen. Am 2. August 216 v. Chr. traf Hannibal bei Cannae auf eine römische Armee von 16 Legionen (etwa 80.000 Mann), die er mit seinen etwa 50.000 Soldaten durch ein Umfassungsmanöver fast vollständig vernichtete.
Hannibal marschierte trotz seiner militärischen Erfolge nicht nach Rom. In der Geschichtsschreibung wurde dies häufig als strategischer Fehler bezeichnet. Der karthagische Reitergeneral Maharbal soll gesagt haben: „Du verstehst zu siegen, Hannibal. Den Sieg zu nutzen aber verstehst du nicht!“ Hannibals Ziel war allerdings nicht die Eroberung der Hauptstadt des Römischen Reiches, sondern die Vernichtung seines Bundesgenossensystems. Er hoffte darauf, die italischen Städte von Rom zu lösen und dadurch die Grundlage der römischen Großmachtstellung zu zerstören. Zudem dürfte es ihm an ausreichendem Belagerungsgerät gefehlt haben.
Zwar gingen einige italische Bundesgenossen Roms im Jahr 212 v. Chr. zu Hannibal über, darunter auch Capua, doch wurde der Krieg dadurch nicht entschieden. Die Römer hatten ihre anfängliche Strategie unter dem Einfluss des „Zauderers“ Fabius Maximus gewechselt und griffen die Karthager in Italien und Spanien nur noch in Hannibals Abwesenheit an. Als Capua 211 v. Chr. durch römische Truppen belagert wurde, unternahm Hannibal doch einen Scheinangriff auf Rom, um die Belagerer Capuas zum Rückzug zu bewegen. Laut Cicero (der rund hundert Jahre später lebte) soll dabei der berühmte Ausruf Hannibal ad portas ertönt sein („Hannibal bei den Toren“), der meist als Hannibal ante portas zitiert wird („Hannibal vor den Toren“). Hannibal konnte jedoch den Fall Capuas nicht verhindern, was schon von antiken Historikern als Wendepunkt des Krieges angesehen wurde.

Schlachtverlauf bei Zama.

Nach jahrelangem Kleinkrieg in Italien wurde Hannibal in die Heimat zurückbeordert, da der römische Feldherr Scipio nach der Eroberung Spaniens in Afrika gelandet war. Diesem war es zudem gelungen, den numidischen Reiterfürsten Massinissa zum Seitenwechsel zu bewegen, sodass Hannibal nicht mehr die für seine Taktik wichtige Kavallerie zur Verfügung stand. In der Schlacht bei Zama erlitt Hannibal 202 v. Chr. seine erste und kriegsentscheidende Niederlage gegen die Römer.

### Hannibal als Reformator
Nach dem Friedensschluss Karthagos mit Rom musste sich Hannibal mehrerer innenpolitischer Gegner aus der Aristokratie erwehren. Diese warfen ihm vor, einerseits den Marsch auf Rom verweigert und andererseits Beute unterschlagen zu haben. Der weiterhin beim Volk populäre Hannibal wurde in allen Punkten freigesprochen. Auf römischen Druck verlor Hannibal aber 200 v. Chr. seine Stellung als karthagischer Stratege.
Hannibal wandte sich von nun an der Innenpolitik zu, um die politische und militärische Macht der Stadt wieder aufzubauen. Er wurde 196 v. Chr. zum Sufeten gewählt und reformierte Politik und Wirtschaft Karthagos zu Ungunsten der Aristokratie. Er brachte ein Gesetz ein, das den bisher aristokratisch dominierten Gerichtshof der 104 schwächte: Die bisher auf Lebenszeit ernannten Mitglieder mussten von nun an durch die Volksversammlung gewählt werden und durften gemäß dem Annuitätsprinzip nach römischem Vorbild nur für ein Jahr und dann erst wieder nach einem weiteren Jahr Pause kandidieren. Hannibal verschaffte somit einer deutlich breiteren Schicht den Zugang zu hohen politischen Ämtern.
Die karthagische Bevölkerung hatte wegen der Kriegsreparationen an Rom hohe Abgaben zu tragen, die die Wirtschaft belasteten. Hannibal senkte die Abgaben, indem er gegen die Korruption in Karthago vorging. Dadurch vergrößerte er den Kreis seiner innenpolitischen Gegner weiter. Diese konnten ihn 195 v. Chr. ins Exil treiben, indem sie behaupteten, er würde gegen Rom konspirieren. Hannibals Reformen blieben jedoch bestehen und hatten einen großen Anteil an dem raschen ökonomischen Wiederaufstieg Karthagos nach dem Zweiten Punischen Krieg.

### Exil

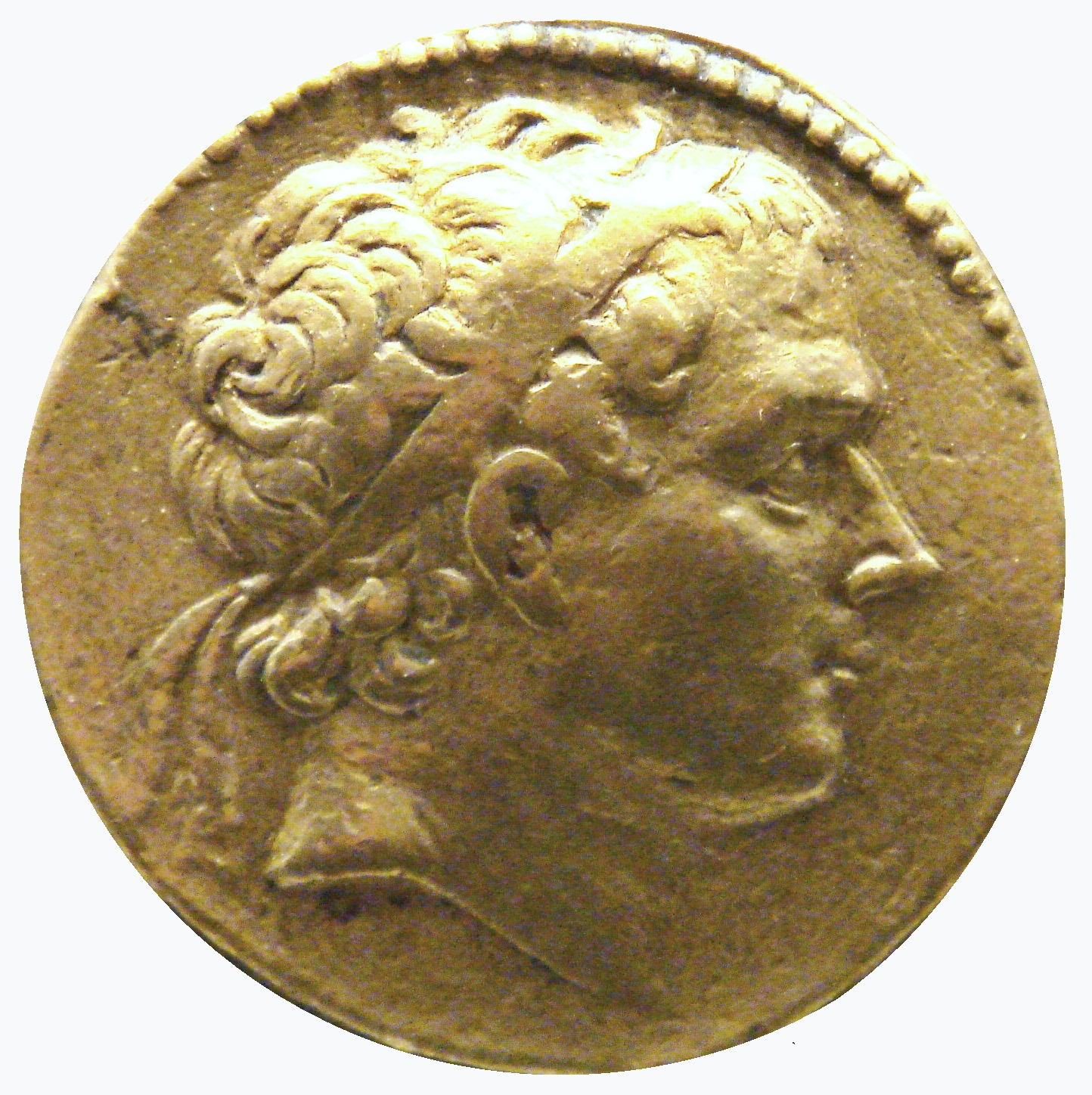
Antiochos III. (Münzporträt)

Hannibal floh aus dem römischen Machtbereich. Im östlichen Mittelmeerraum war er unter anderem als Feldherr für Antiochos III. den Großen von Syrien tätig. Als der Seleukidenkönig den Kampf um die Herrschaft über Griechenland gegen Rom annahm, schlug ihm Hannibal vor, einen Zweifrontenkrieg zu führen. Dieser Plan sah vor, dass Antiochos einen Teil der römischen Streitkräfte in Griechenland binden sollte, während Hannibal mit karthagischen und fremden Truppen ein zweites Mal in Italien landen würde. Antiochos zeigte sich zunächst nicht abgeneigt, lehnte jedoch letztlich ab: Er fürchtete, dass Hannibal bei dieser durchaus vielversprechenden Strategie der ganze Ruhm zukommen werde. Anstatt von Hannibals militärischen Fähigkeiten Gebrauch zu machen, übertrug ihm der Seleukide nur den Bau einer Flottille in Phönizien, die die seleukidische Hauptflotte in der Ägäis verstärken sollte. In der Seeschlacht von Side wurden Hannibals Schiffe aber durch eine rhodische Flotte geschlagen.
Nach der endgültigen Niederlage des Antiochos gegen Rom musste Hannibal 190 v. Chr. das Seleukidenreich verlassen. Er hielt sich ein Jahr lang auf Kreta auf, bis sich auch dort der römische Einfluss vergrößert hatte. Hannibal floh in die hellenistischen Monarchien Kleinasiens. Zunächst trat er in die Dienste des armenischen Königs Artaxias I., für den er die Leitung des Baus einer neuen Hauptstadt übernahm. Auf römischen Druck hin musste Hannibal weiter zu König Prusias I. von Bithynien fliehen. Dieser befand sich im Krieg mit dem römischen Bundesgenossen Eumenes II. von Pergamon. Hannibal wurde wiederum als Flottenkommandant eingesetzt. Er ließ Tonkrüge mit Giftschlangen befüllen und mit Schiffskatapulten auf die pergamenische Flotte schleudern. Hannibal versuchte auch, in Kleinasien Verbündete für Bithynien zu gewinnen.

### Tod
Im Sommer oder Herbst 183 v. Chr. erhielt der in Griechenland populäre Titus Quinctius Flamininus vom Senat den Auftrag, an der Spitze einer römischen Gesandtschaft nach Bithynien zu reisen und zwischen Prusias I. und Eumenes II. einen Frieden zu vermitteln. Flamininus forderte von Prusias die Auslieferung Hannibals. Der als zuverlässig geltende antike Geschichtsschreiber Polybios vermutete, dass Flamininus dabei aus eigener Initiative handelte. Dagegen waren andere antike Autoren wie Cornelius Nepos und Iustinus der Ansicht, dass Flamininus nur einem Befehl des Senats nachkam. Auch in der Altertumswissenschaft ist diese Frage umstritten. Titus Livius hielt es sogar für möglich, dass Prusias ohne ausdrückliche Aufforderung seitens des Flamininus diesem die Auslieferung Hannibals offeriert haben könnte, um das Wohlwollen Roms zu erlangen. Nepos berichtete hingegen, dass Prusias es nicht gewagt habe, die römische Forderung nach Überstellung des punischen Feldherrn abzulehnen, aber gebeten habe, dass er dabei nicht das Gastrecht verletzen müsse.
Hannibal wusste, dass die Römer seinen Tod wünschten und Prusias ihren Forderungen nachkommen würde. Er besaß im an der bithynischen Südküste gelegenen Libyssa (heute Gebze) einen Zufluchtsort, der mehrere unterirdische Ausgänge ins Freie hatte. Als er die Nachricht erhielt, dass die Soldaten des Prusias bereits in der Vorhalle seiner Festung eingetroffen waren und die anderen Ausgänge besetzt hielten, vergiftete er sich, um nicht in römische Gefangenschaft zu geraten. Livius legte ihm in seinem Bericht über Hannibals Tod letzte Worte in den Mund, laut denen der keinen Fluchtweg mehr sehende Feldherr beklagt habe, dass die Römer soweit heruntergekommen seien, dass sie den Tod eines alten, wehrlosen Flüchtlings, wie er es sei, verlangten. Laut dem antiken Biographen Plutarch betrachteten auch viele Römer die Eliminierung Hannibals, den sie mit einem harmlosen, durch das Alter federlos gewordenen Vogel verglichen, als wenig ruhmvoll.
Die Angaben antiker Historiker über Hannibals Todesjahr, in dem auch zwei weitere herausragende Feldherren – Publius Cornelius Scipio Africanus und Philopoimen – gestorben seien, stimmen nicht überein. Nepos überliefert die Zeitansätze dreier antiker Autoren. Demnach datierte Titus Pomponius Atticus Hannibals Tod in das Jahr 183 v. Chr., worin er mit Livius übereinstimmt. Diesem Zeitansatz schlossen sich unter anderen der Hannibal-Biograph Serge Lancel und der Historiker Christian Habicht an. Demgegenüber hielt Thomas Lenschau die von Polybios vertretene Datierung von Hannibals Tod auf 182 v. Chr. am plausibelsten. Nepos führt noch den ansonsten unbekannten Autor Sulpicius Blitho an, der angab, dass der punische Feldherr 181 v. Chr. gestorben sei. Hannibals Grabmal stand am Golf von Astakos und wurde 400 Jahre später vom römischen Kaiser Septimius Severus erneuert, ist aber nicht erhalten.

## Rezeption

### Bildende Kunst

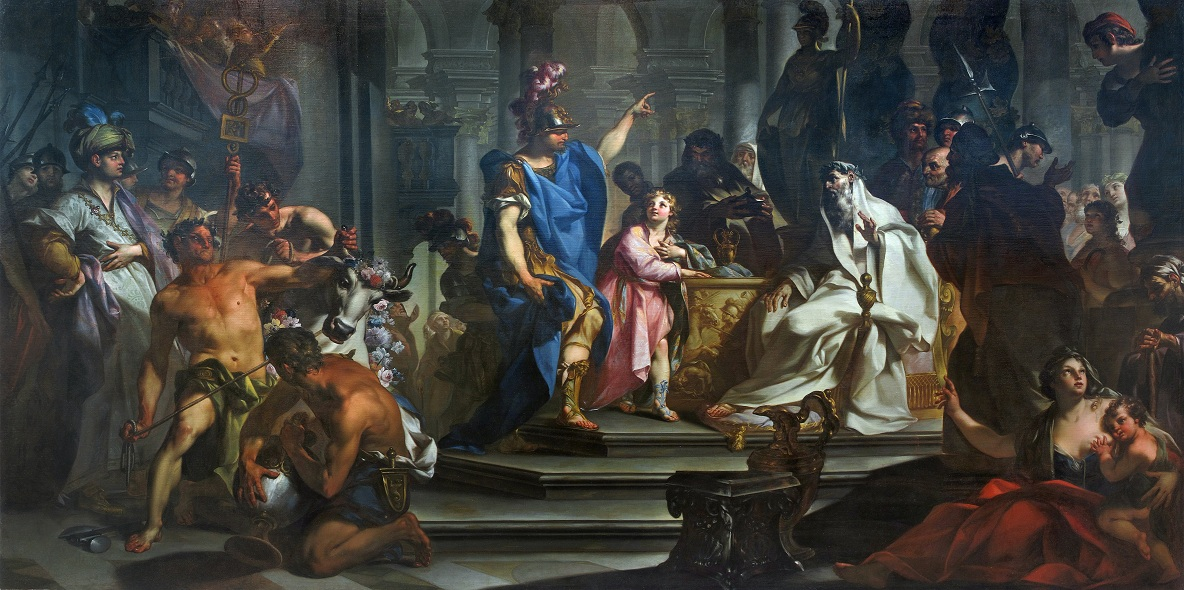
Claudio Francesco Beaumont: Hannibal jurant haine aux Romains (Hannibal schwört den Römern Hass), 1730

Entscheidende Stationen wie der Schwur des Knaben Hannibal, seine Alpenüberquerung oder die Schlacht von Cannae wurden ab dem 16. Jahrhundert in zahlreichen Gemälden, Miniaturen und Zeichnungen dargestellt. In einem 1630 angefertigten Kupferstich von Matthäus Merian schwört Hannibal, die Römer immer zu hassen. Johann Heinrich Schönfelds um 1660 entstandenes Werk „Hannibal schwört den Römern ewige Feindschaft“ lässt Hamilkar seinem vor einem Altar knienden Sohn den Schwur abnehmen. Die Zeremonie findet in einem übergroßen Tempel vor einer großen Menschenansammlung statt. Giovanni Battista Pittoni malte 1715/1730 das Ölbild „Opferszene: Hannibals Schwur“. Es zeigt Hannibal kurz vor oder während der Ableistung des Schwures. In der linken Hälfte ist sein Vater abgebildet, der mit seiner rechten Hand auf die Opferschale deutet. Gleichzeitig wird das Kind von zwei Priestern angeleitet; dabei deutet der Priester im dunklen Gewand auf die Statue eines sitzenden römischen Soldaten. Jacopo Amigonis „Der Eid des Hannibal“, entstanden um 1720, weist eine ähnliche Konstellation auf. Hier zeigt aber Hamilkar mit seinem Schwert auf eine Steintafel, auf der Romulus und Remus bei der Säugung durch eine Wölfin abgebildet sind, derweil die beiden Priester sich am Altar des Herakles stützen. Weiterhin verarbeitete Bernhard Rode 1800/1801 die Geschichte in seiner Tuschezeichnung „Der Schwur des Hannibal“.

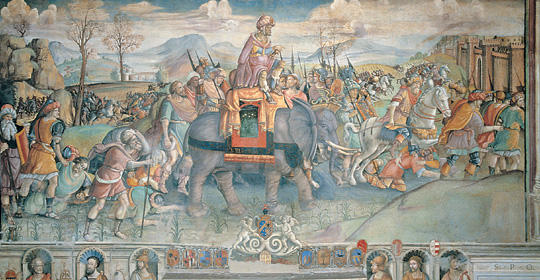
Jacopo Ripanda: Hannibal überquert die Alpen, 1505–1506. Fresko im Konservatorenpalast (Rom, Kapitolinische Museen)

Aus dem späten 15. Jahrhundert stammen zahlreiche Miniaturen zu Titus Livius Ab urbe condita, darunter reich verzierte Bilder des Meisters des Jacques de Besançon vom Zug über die Alpen. Der italienische Maler Jacopo Ripanda fertigte im frühen 16. Jahrhundert zu einigen bedeutenden Episoden aus den Punischen Kriegen vier Fresken an. Hannibal wird reitend auf einem Elefanten dargestellt, der sein Heer gegen eine befestigte Stadt führt. Unter dem Bild selbst befindet sich ein Fries, der die Köpfe römischer Feldherren zeigen soll. Das 1625/1626 entstandene Ölbild Hannibal traversant les Alpes à dos d’éléphant des Barockmalers Nicolas Poussin lässt dagegen Hannibals Kriegselefanten nahezu das gesamte Bild vereinnahmen. In Francisco de Goyas Aníbal vencedor contempla por primera vez Italia desde los Alpes, welches er 1771 im Rahmen eines Malwettbewerbs schuf, wird Hannibal von einem Reiter und seinem Genius begleitet. In der oberen linken Hälfte thront die Göttin Fortuna, die in ihrer linken Hand das Schicksalsrad und in der anderen Hand einen Siegeskranz hält. Die Figur in der unteren rechten Hälfte, ein Fabelwesen mit menschlichem Körper und Stierkopf, das sich auf eine Amphore stützt, stellt den Fluss Po dar. Anders als seine Vorgänger weist Goya Hannibal, welcher in einem weißen Harnisch mit prächtigem Waffenrock und Helm dargestellt wird, eine hervorragende Stellung zu. Dass es für ihn der erste Anblick Italiens ist, zeigt sich im Staunen des Feldherrn; symbolisch aufgeladen ist auch die Darstellung eines Sturms, der Hannibal zwingt, seinen Helm festzuhalten. Letztlich zeigt das Bild die Anspannung des Feldherrn, der seine Truppen bis nach Italien geführt hat und jetzt vor seiner größten Herausforderung steht.

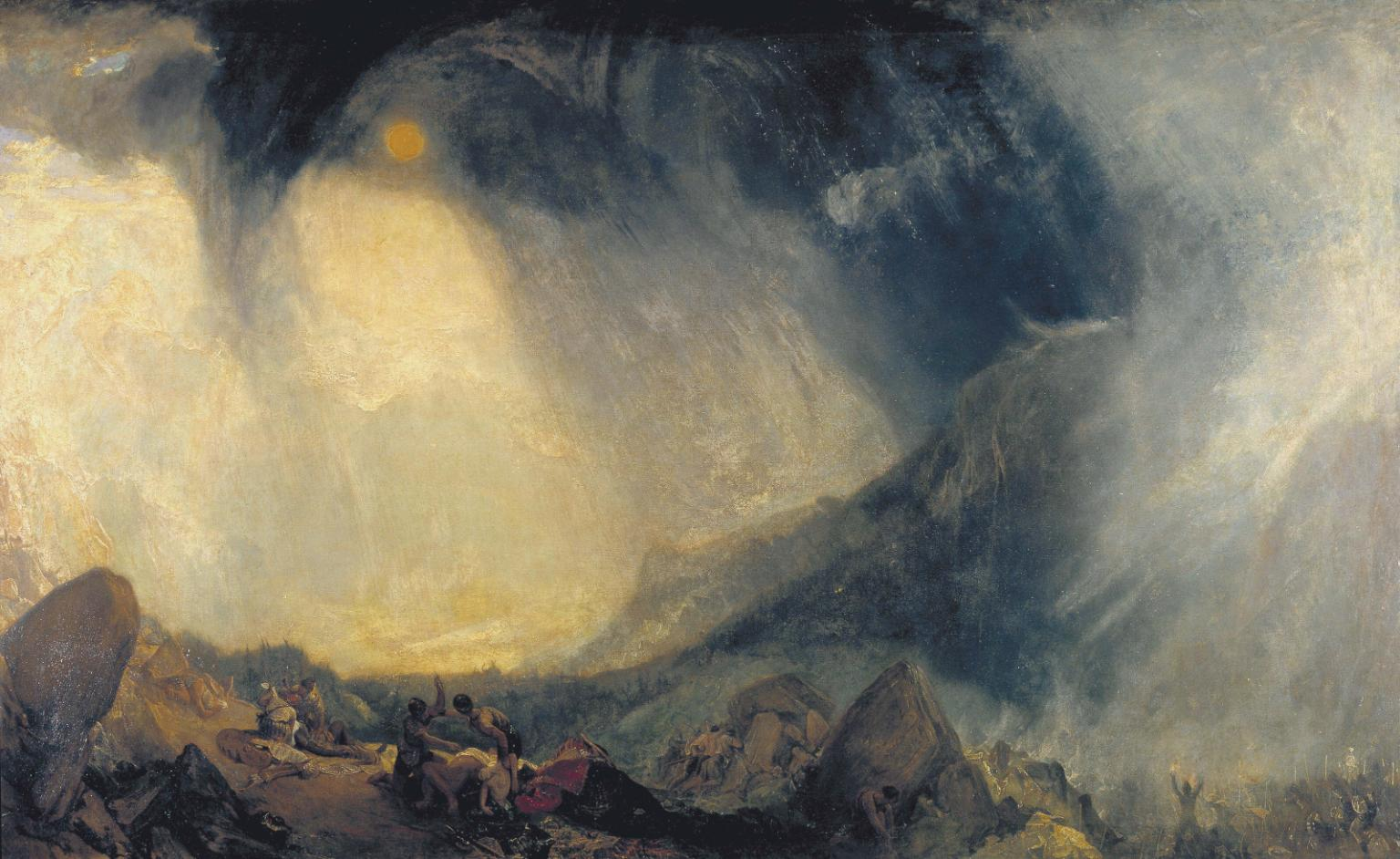
William Turner: Snow Storm. Hannibal and his Army Crossing the Alps, 1810–1812 (Ölbild in der Tate Gallery)

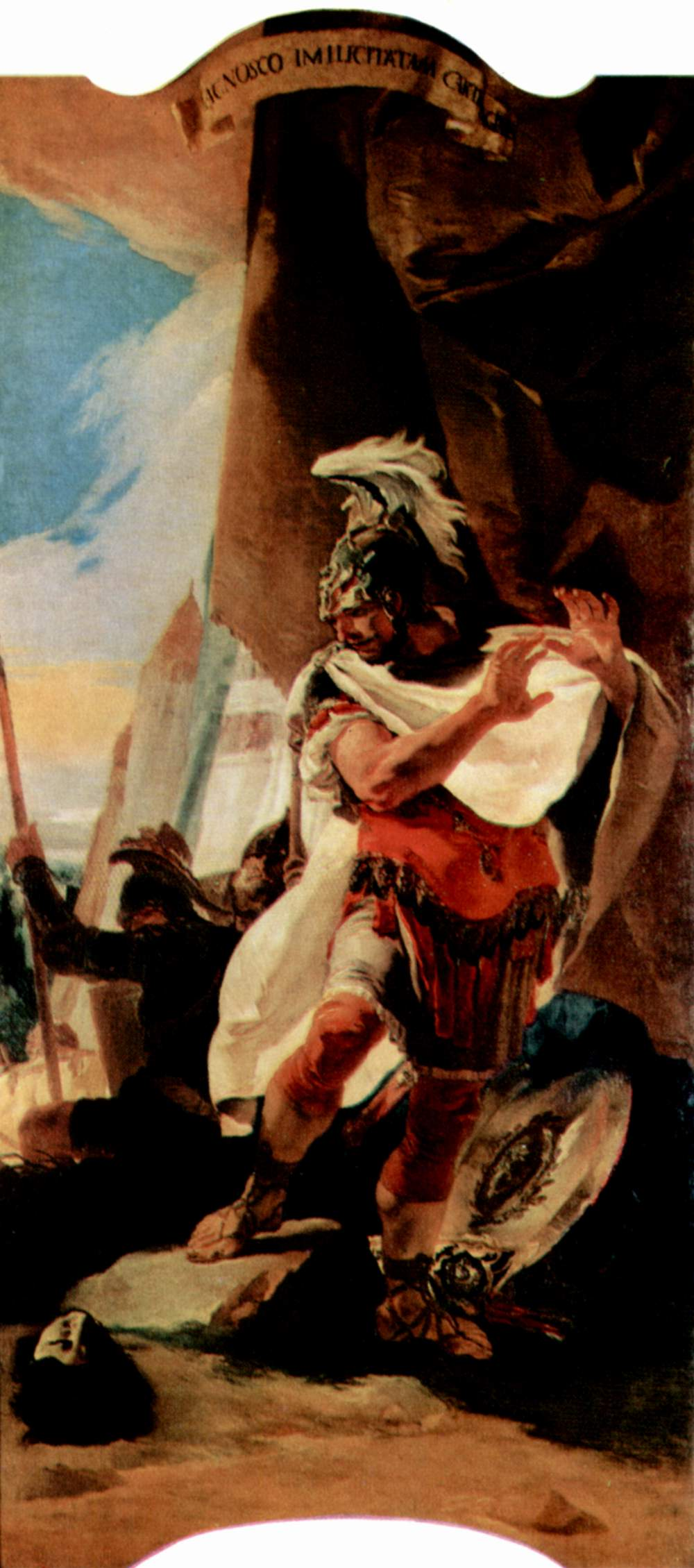
Giovanni Battista Tiepolo: Hannibal betrachtet den Kopf des Hasdrubal, 1725–1730 (Ölbild im Kunsthistorischen Museum Wien)

Neben oder gar vor Goyas Hannibal-Gemälde ist William Turners Snow Storm: Hannibal and his Army Crossing the Alps zu nennen. Das 146 × 237,5 cm große Ölbild des englischen Romantikers stellt nicht nur wie Goya eine neue Perspektive zu Hannibal her, sondern gewinnt diese durch eine künstlerische Innovation. Die triumphale Alpenüberquerung wird in ein Zeichen des drohenden Untergangs verkehrt. In der linken Hälfte wird die Spitze des Heereszuges durch die Sonne erhellt, wohingegen schwere Wolken und das Übergreifen des Sturmes Unheil ankündigen. In der rechten Bildhälfte ist die Nachhut feindlichen Angriffen ausgesetzt. Hannibal verschwindet als fassbare Figur völlig in dem gewaltigen Heereszug und im Toben der Elemente. Sein Hoffen auf einen Sieg wird kontrastiert durch die Vorausdeutung auf den kommenden Untergang.
Zur Schlacht von Cannae gibt es unter anderem das Gemälde Die Schlacht bei Cannae, Niederlage der Römer gegen die Karthager unter Hannibal 216 v. Chr. aus dem Jahre 1529 des Hans Burgkmair d. Ä. und eine kunstvolle Illustration aus dem Stundenbuch des Étienne Chevalier. Das von Giovanni Battista Tiepolo 1725–1730 angefertigte Werk Hannibal betrachtet den Kopf des Hasdrubal zeigt den Feldherrn, der sich vom abgetrennten Haupt seines jüngeren Bruders, welches die Römer 207 v. Chr. tatsächlich in sein Lager werfen ließen, erschrocken abwendet.

### Inanspruchnahme Hannibals für die nationale Identität Tunesiens
Trotz der fehlenden Kontinuität zwischen der antiken Seemacht Karthago und dem 1956 unabhängig gewordenen Staat Tunesien bilden Hannibal und seine Geburtsstadt einen Teil der nationalen Identität des Landes. Dem ersten Staatspräsidenten Habib Bourguiba waren Hannibal und der Numidier Jugurtha Vorbilder und „historische Individualreferenzen“. 1968 bemühte er sich nach dem Besuch des Grabes im türkischen Gebze um die Heimholung der sterblichen Überreste. Mit einer 1-Dinar-Sondermünze, deren Ausgabe zum zehnjährigen Jubiläum der Verabschiedung der Verfassung stattfand, sowie einer Briefmarkenserie mit dem vermeintlichen Porträt Hannibals wurde dem Programm der nationalen Selbstbehauptung nach der französischen Kolonialherrschaft Rechnung getragen. Das Hannibal-Bild änderte sich mit der Machtübernahme Ben Alis. Hannibal wurde unter Ben Ali als Exponent einer pluralistischen Identität Tunesiens in Anspruch genommen, gegen islamistische Bestrebungen, deren Selbstbild nicht auf die Antike zurückgriff. Auf dem 5-Dinar-Schein wurde 1993 und 2013 der Kopf einer Büste aus Capua abgebildet, die man für ein Porträt Hannibals hielt. Im heutigen Karthago, einem Villenviertel von Tunis, ist der Name Hannibal Barkas äußerst beliebt. Gleichzeitig wurde der Name oftmals zu Werbezwecken genutzt. Hannibal TV ist der erste private Fernsehsender Tunesiens, und auch der Freizeitpark in Port El-Kantaoui wurde nach dem Feldherrn benannt.

### Hannibal als Vorbild
Als großer Feldherr wurde er von der Nachwelt verehrt und das Vorbild zahlreicher militärischer Führer. Der französische König Karl VIII., der 1494 mit seinem Heer über die Alpen nach Italien zog, wurde von Philippe de Commynes mit Hannibal verglichen. Karl der Kühne und Ludwig XII. verehrten ihn. Napoleon Bonaparte stellte sich bei seinem Italienfeldzug 1800 in die Nachfolge des Karthagers. Bewunderung für den letztlich gescheiterten Hannibal zeigte er nach seiner Verbannung auf St. Helena. Im 20. Jahrhundert zählten Alfred von Schlieffen und Erich Ludendorff zu seinen Bewunderern wie auch der General der US Army George S. Patton. Hermann Göring wollte seinen Selbstmord als Nachahmung des Karthagers verstanden wissen.
Der junge Sigmund Freud stand wie die Mehrheit seiner jüdischen Schulkameraden Hannibal näher als den Römern. Unter den Feldherren galt vornehmlich Hannibal seine Sympathie. In seiner späteren Jugend symbolisierte der karthagisch-römische Konflikt für ihn den Gegensatz zwischen jüdischer Beharrlichkeit und katholischer Ordnung. Auch der Schwur Hannibals soll sich in seinem Leben in gewisser Weise wiederholt haben, denn nachdem sein Vater von einem antisemitischen Angriff berichtet hatte, welchem er mit passiver Zurückhaltung begegnet sei, um eine Deeskalation herbeizuführen, schwor sich der Junge, niemals vor dergleichen Erniedrigungen zurückzuweichen.